# Barbara Sadowska

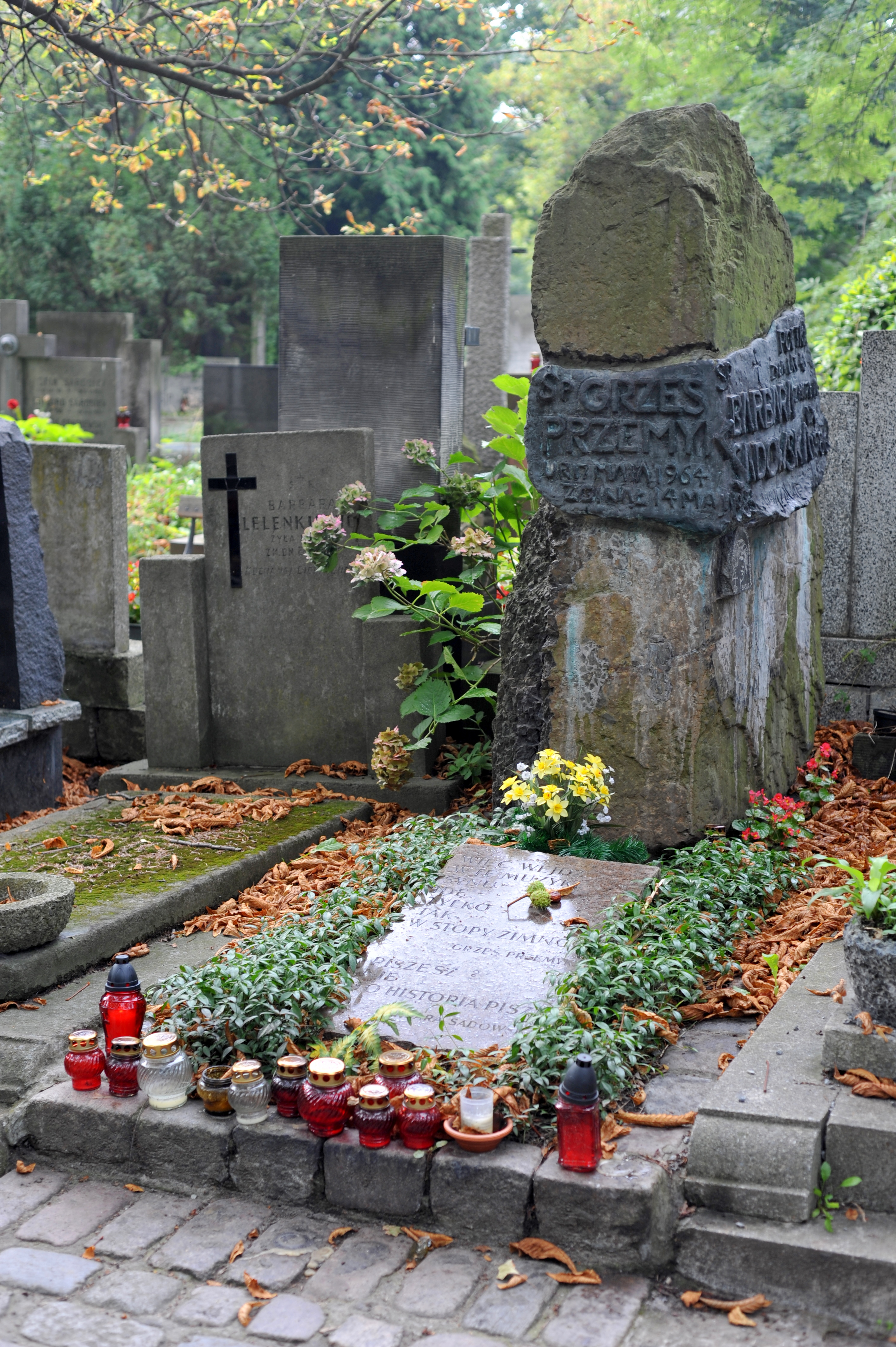
Grób Sadowskiej i jej syna Grzegorza Przemyka na cmentarzu Powązkowskim w Warszawie

Barbara Sadowska (ur. 24 lutego 1940 w Paryżu, zm. 1 października 1986 w Otwocku) – polska poetka.
Wiosną 1983 roku została pobita w trakcie napadu milicjantów z jednostki antyterrorystycznej („nieznanych sprawców”) na komitet pomocy internowanym, mieszczący się przy kościele św. Marcina w Warszawie. Wkrótce potem jej syn Grzegorz Przemyk został zamordowany przez funkcjonariuszy Milicji Obywatelskiej.

## Życiorys
Urodzona w Paryżu, do Polski przyjechała po wojnie. Jej ojciec, Franciszek Trębicki, działał we francuskim ruchu oporu, zginął w obozie koncentracyjnym. Mieszkała najpierw w Sopocie, a później w Warszawie. Sadowska ukończyła Państwowe Liceum Sztuk Plastycznych w Warszawie. W 1963 wyszła za mąż za inżyniera, Leopolda Przemyka.
Zadebiutowała w 1957 roku w prasie (wiersz Mama w tygodniku „Nowa Kultura”). Była związana z Orientacją Poetycką Hybrydy, należała do Związku Literatów Polskich (1964-1983) i Polskiego PEN Clubu (od 1981). Od roku 1977 drukowała swoje wiersze w drugim obiegu, m.in. w piśmie „Zapis”.
W 1964 roku Barbara Sadowska była przesłuchiwana w ramach śledztwa w sprawie śmierci Bohdana Piaseckiego. Pod wpływem wydarzeń marcowych w 1968 roku oraz wydarzeń grudniowych w 1970 roku od lat 70. działała w opozycji antykomunistycznej, za co była prześladowana przez Służbę Bezpieczeństwa, m.in. kilkakrotnie aresztowana. Z powodu próby przewiezienia zakazanej literatury z Paryża do Polski Ludowej oraz podpisania się przeciwko zmianom w konstytucji była inwigilowana przez Wydział III KS Milicji Obywatelskiej w ramach SOR Paryżanka nr. rej. 13686 (1976–1977 AIPN, 01322/628, AIPN, 01326/98). Do 1977 roku objęta zakazem wyjazdów zagranicznych.
Była członkinią Prymasowskiego Komitetu Pomocy Osobom Pozbawionym Wolności i ich Rodzinom. Podczas stanu wojennego udzieliła schronienia działaczowi NSZZ Solidarność z Elbląga Jerzemu Kawczyńskiemu. Zatrzymana przez Wojskową Prokuraturę Garnizonową 20 marca 1982 roku, podejrzana była o rozpowszechnianie ulotek o treści antypaństwowej. Według materiałów Służb Bezpieczeństwa interwencja nastąpiła w wyniku skarg sąsiadów, którzy narzekali na głośne dźwięki dobiegające z mieszkania Sadowskiej. Sadowską wypuszczono na początku kwietnia 1982 roku ze względu na zły stan zdrowia. Do jej zwolnienia przyczynił się mecenas Maciej Bednarkiewicz. 29 kwietnia 1983 roku została ponownie zatrzymana za posiadanie bibuły i znaczków Solidarności, a w jej mieszkaniu przeprowadzono rewizję. 3 maja nieumundurowany oddział ZOMO wtargnął na teren klasztoru franciszkanek i kościoła św. Marcina, zdemolował pomieszczenia zajmowane przez działaczy Prymasowskiego Komitetu Pomocy oraz pobił sześć osób (w tym Sadowską). Złamano jej palec prawej ręki oraz grożono, że coś złego może stać się jej synowi.
Podczas drugiej podróży apostolskiej Jana Pawła II do Polski w czerwcu 1983 roku Sadowska została przyjęta na prywatnej audiencji przez papieża.
Zmarła na raka płuc. Została pochowana na warszawskim cmentarzu Powązkowskim w kwaterze 100-1-10.
W 1988 roku z inicjatywy Jacka Bocheńskiego, Jerzego Ficowskiego, Jana Józefa Lipskiego, Andrzeja Szczypiorskiego i Artura Międzyrzeckiego powstała Fundacja im. Barbary Sadowskiej, która miała wręczać nagrody jej imienia wyróżniającym się poetom; nagrody wręczono tylko jeden raz.

## Zbiory poezji
- Zerwane druty (1959)[3]
- Nad ogniem (1963)[3]
- nie możesz na mnie liczyć nie będę się bronić (1972)
- Moje (1974)
- Stupor (1981; poza cenzurą)[3]
- Słodko być dzieckiem Boga (1984; poza cenzurą)[3]
- Wiersze ostatnie (1986, pośmiertnie; poza cenzurą)[4][3]
- Otwarte niebo wieczny sen (1997, pośmiertnie)[14]